# Falcileptoneta tofacea
Espèce
Falcileptoneta tofacea est une espèce d'araignées aranéomorphes de la famille des Leptonetidae.

## Distribution
Cette espèce est endémique de Honshū au Japon. Elle se rencontre dans la préfecture de Yamagata.

## Publication originale
- Yaginuma, 1972 : Spiders from tuff caves in Yamagata Prefecture, Japan. Literary Department review, Otemon Gakuin University, vol. 6, p. 81-94.